# ۱۱۲۷ (میلادی)

## رویدادها
- زمین‌لرزه فریم- چهاردانگه. زمین لرزه بزرگی در منطقه هزارجریب مازندران جنوبی سبب ویرانی سراسری روستاهای منطقه فریم، که دره پهناوری در کوه‌های خاور پل سفید است، شد.